# دلنوازان
دلنوازان یک مجموعه تلویزیونی ایرانی است که در سال ۱۳۸۸ به کارگردانی حسین سهیلی‌زاده و نویسندگی سعید جلالی و علیرضا کاظمی پور از شبکهٔ سه سیما پخش شده‌است.

## خلاصه داستان
رعنا دو فرزند به نام بهزاد و ستایش دارد که از همسر سابق او اتابک سپهری هستند. در ۲۴ سال قبل ستایش بر اثر منفجر شدن آبگرمکن در کودکی بینایی خود را از دست می دهد و بعد از مدتی ربوده می شود.
با گذشت سال ها همچنان در فراق دخترش ناراحت و غمگین است. او  سال ها پیش از اتابک جدا شده است و با جهان ملکپور ازدواج کرده است. او بارها برای پیدا کردن ستایش تلاش کرده و اخرین کسی که ادعا کرده است ستایش است در آزمایش موفقیتی به دست نیاورد. رعنا برای همسر پسر خود بهزاد دختر عمه اش مهتاب را در نظر گرفته است. او پس از مدتی بهزاد مهتاب را فراموش کرده و با یلدا ازدواج میکند.

## بازیگران
- شاهرخ استخری در نقش بهزاد سپهری
- سحر قریشی در نقش یلدا نصیرنیا
- فریبا کوثری در نقش رعنا
- پرویز فلاحی‌پور در نقش جهانگیر ملک‌پور
- سیاوش خیرابی در نقش رامین بیات
- حدیث میرامینی در نقش روشنک رادمهر
- زهره فکورصبور در نقش ستایش سپهری (الهام زند)
- سمانه پاکدل در نقش مهتاب رادمهر
- عبدالرضا اکبری در نقش اتابک سپهری
- محمد حاتمی در نقش منصور خرسند
- فریده صابری در نقش شکوه ملک‌پور
- مهدی ماهانی در نقش دکتر فرهاد زند
- نیره فراهانی در نقش منیر
- ایمان موسوی در نقش شاهین
- محمد ساربان در نقش دکتر محمدحسین زند
- سیروس میمنت در نقش فریدون
- نسرین خسروانی در نقش گل‌عنبر
- شهین تسلیمی در نقش زینت
- پرویز سیرتی در نقش دکتر رفیعی
- شکوفه هاشمیان در نقش مینا
- بهشاد شریفیان در نقش سروان نیروی انتظامی

## جایزه‌ها و نامزدی‌ها
| ۱۳۹۰ | دوازدهمین جشن حافظ |                                 |           |          |       |
| ۱۳۹۰ | دوازدهمین جشن حافظ | بهترین بازیگر زن درام تلویزیونی | سحر قریشی | نامزدشده | [ ۲ ] |